# Canyon Heights
Canyon Heights est un hameau situé dans la province d'Alberta, dans le Comté de Red Deer.

## Démographie
En 2016, sa population était de 93 habitants.